# Cullen tomentosum
Cullen tomentosum là một loài thực vật có hoa trong họ Đậu. Loài này được (Thunb.) J.W.Grimes miêu tả khoa học đầu tiên.